# 도쿄 도립대학
도쿄 도립대학(일본어: 東京都立大学, Tokyo Metropolitan University)은 일본의 공립 대학이다. 대학 본부는 도쿄도 하치오지시에 있다.

## 연혁
수도 대학 도쿄는 2005년에 도지사 이시하라 신타로의 새 구상에 의해 설립된 도립 대학이다.
도쿄 도립 대학(東京都立大學/동경 도립 대학), 도쿄 도립 과학기술대학(東京都立科學技術大學), 도쿄 도립 보건과학대학(東京都立保健科學大學), 도쿄 도립 단기대학(東京都立短期大學)은 공립대학법인 수도 대학 도쿄(公立大學法人 首都大學東京)로 통합되었다. 이시하라의 새 구상에 반대한 교수들은 다른 대학들로 이적했다.
이하, 통합된 구 대학들의 연혁이다.

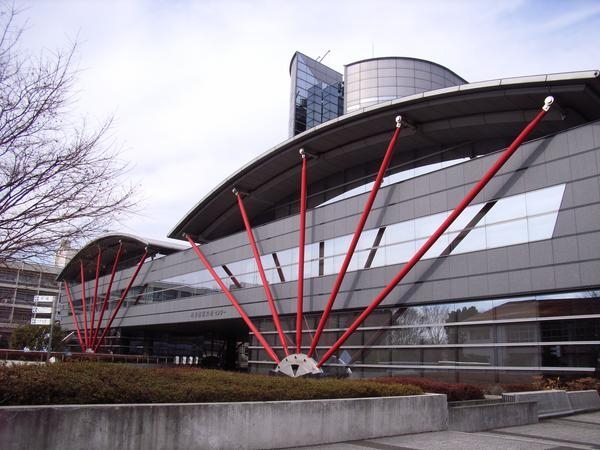
히노 캠퍼스 (구 도쿄 도립 과학기술대학 캠퍼스)

- 1929년 도쿄 부(東京府)가 부립 고등학교(府立高等學校)를 설치.
  -  1943년 도쿄도 발족. 도립 고등학교(都立高等學校)로 개칭.
- 1940년 부립 고등 공업학교(府立高等工業學校) 설립.
  - 1943년 도립 고등 공업학교로 개칭.
  - 1944년 도립 공업 전문학교(都立工業專門學校)로 개칭.
- 1942년 부립 화학 고등 공업학교(府立化學高等工業學校) 설립.
  - 1943년 도립 화학 고등 공업학교로 개칭.
  - 1944년 도립 화학 공업 전문학교(都立化學工業專門學校)로 개칭.
- 1943년 3월 부립 항공 고등 공업학교(府立航空高等工業學校) 설립.
  - 1943년 7월 도립 항공 고등 공업학교로 개칭.
  - 1944년 도립 항공 공업 전문학교로 개칭.
  - 1946년 도립 이공 전문학교(都立理工專門學校)로 개칭.
- 1943년 4월 부립 여자 전문학교(府立女子專門學校) 설립.
  - 1943년 7월 도립 여자 전문학교(都立女子專門學校)로 개칭.
- 1944년 3월 도립 기계 고등 공업학교(都立機械高等工業學校) 설립.
  - 1944년 4월 도립 기계 공업 전문학교(都立機械工業專門學校)로 개칭.
- 1949년 도립 고등학교, 도립 공업 전문학교[1], 도립 화학 공업 전문학교[2], 도립 이공 전문학교[3], 도립 여자 전문학교[4], 도립 기계 공업 전문학교[5]를 통합해 도쿄 도립 대학 발족(4년제. 학부: 인문학부, 이학부, 공학부).
- 1957년 법경학부(法經學部)를 설치.
- 1966년 법경학부를 분리: 법학부와 경제학부를 설치.
- 1977년 도시 연구 센터 설립 (1994년 도시연구소로 개명).
- 1991년 현 미나미오사와(南大澤) 캠퍼스로 이전.
- 2005년 수도 대학 도쿄로 통합됨.

- 1954년 도쿄 도립 공업 단기대학(東京都立工業短期大學) 설립.
- 1960년 도쿄 도립 항공 공업 단기대학(東京都立航空工業短期大學) 설립.
- 1972년 공업 단기대학과 항공 공업 단기대학을 통합해 도쿄 도립 공과 단기대학(東京都立工科短期大學) 발족.
- 1986년 4년제 대학으로 승격. 도쿄 도립 과학기술대학으로 개칭.
- 2005년 수도 대학 도쿄로 통합됨.

- 1986년 도쿄 도립 의료기술 단기대학(東京都立醫療技術短期大學) 설립.
- 1998년 4년제 대학으로 승격. 도쿄 도립 보건과학대학으로 개칭.
- 2005년 수도 대학 도쿄로 통합됨.

- 1947년 사립 다치카와 전문학교(立川專門學校) 설립 (학과: 경제과).
  - 1950년 다치카와 단기대학(立川短期大學)으로 개편 (학과: 상과, 영문과).
  - 1959년 도쿄 도립 다치카와 단기대학(東京都立立川短期大學)이 됨.
- 1954년 도쿄 도립 상과 단기대학(東京都立商科短期大學) 설립.
- 1996년 다치카와 단기대학과 상과 단기대학을 통합해 도쿄 도립 단기대학 발족 (학과: 도시생활학과, 건강영양학과, 경영정보학과, 경영 시스템 학과, 문화국제학과).
- 2005년 수도 대학 도쿄로 통합됨.

## 캠퍼스
- 미나미오사와(南大澤) 캠퍼스: 대학 본부 캠퍼스 (구 도쿄 도립 대학 캠퍼스).
- 도쿄도 하치오지시 미나미오사와(南大澤) 1-1.
- 히노(日野) 캠퍼스: 시스템 디자인 학부 캠퍼스 (구 도쿄 도립 과학기술대학 캠퍼스).
- 도쿄 도 히노시 아사히가오카(旭が丘) 6-6.
- 아라카와(荒川) 캠퍼스: 건강복지 학부 캠퍼스 (구 도쿄 도립 보건과학대학 캠퍼스).
- 도쿄 도 아라카와구 히가시오구(東尾久) 7-2-10.
- 하루미(晴海) 캠퍼스: 법과대학원 캠퍼스 (구 도쿄 도립 단기대학 하루미 캠퍼스).
- 도쿄 도 주오구 하루미(晴海) 1-2-2.
- 신주쿠(新宿) 새틀라이트 캠퍼스: 비즈니스 스쿨 캠퍼스.
- 도쿄 도 신주쿠구 니시신주쿠(西新宿) 2-8-1 (도쿄 도청).
- 아키하바라(秋葉原) 새틀라이트 캠퍼스: (2008년 7월 개설)
- 도쿄 도 지요다구 소토칸다(外神田) 1-18-13.

## 조직

### 학부
- 도시 교양 학부
  - 도시 교양 학과
    - 코스: 사회학, 심리/교육학, 국제문화, 법률학, 정치학, 경영학, 수리(數理)과학, 물리학, 화학, 생명과학, 전기전자공학, 기계공학, 도시정책.
- 도시 환경 학부
  - 도시 환경 학과
    - 코스: 지리환경, 도시기반환경, 건축도시, 재료화학, 자연/문화 투어리즘.
- 시스템 디자인 학부
  - 시스템 디자인 학과
    - 코스: 휴먼 메카트로니크스 시스템(Human Mechatronics Systems), 정보통신 시스템 공학, 항공 우주 시스템 공학, 산업 예술.
- 건강복지 학부
  - 간호 학과
  - 이학 요법 학과
  - 작업 요법 학과
  - 방사선 학과

### 대학원
- 인문과학 연구과
- 사회과학 연구과
  - 법과대학원
  - 비즈니스 스쿨
- 이공과 연구과
- 도시환경과학 연구과
- 시스템 디자인 연구과
- 인간 건강과학 연구과

### 부속기관
- 도서정보 센터 (도서관)
- 도시 연구소
- 마키노(牧野) 표본관(標本館)
- 국제교류 회관

## 한국 대학과의 관계
- 서울시립대학교
- 중앙대학교
- 금오공과대학교
- 인천대학교
- 한양대학교
- 전남대학교